# 後藤夜半
後藤 夜半（ごとう やはん、1895年（明治28年）1月30日 - 1976年（昭和51年）8月29日 ）は、大阪府出身の俳人。本名は潤。高浜虚子に師事、「諷詠」を創刊、主宰。「ホトトギス」同人。喜多流の能楽師で人間国宝の後藤得三、喜多流十五世宗家の喜多実はともに実弟。後藤比奈夫は息子。

## 生涯
大阪市北区曽根崎新地生まれ。父・真平、母・フクの長男。私立泊園書院を卒業後、1918年から終戦まで北浜の証券会社長門商店に勤める。少年時代、父の書架にあった「ホトトギス」を読んだことから俳句に興味を持つ。1923年、「ホトトギス」に初投句し、高浜虚子に師事する。同誌の日野草城、山口誓子、阿波野青畝らと「無名会」を結成。1928年、「ホトトギス」課題句選者。1931年、「蘆火」を創刊、主宰。1932年、「ホトトギス」同人。1934年、病気のため「蘆火」を終刊。
戦後は俳句専業となり、1948年「花鳥集」を創刊、主宰。1953年、「花鳥集」を「諷詠」に改題。俳人協会名誉会員。神戸俳人協会理事等も努めた。1976年（昭和51年）、神戸市東灘区北青木にて死去。大阪市北区の蓮華寺に眠る。戒名は潤徳院法槙至純居士。没後、長男の後藤比奈夫が「諷詠」の主宰を継承。同年9月26日、蓮華寺にて追悼句会が行われる。

## 作品
代表句として「瀧の上に水現れて落ちにけり」（『翠黛』所収）が、「滝」の季題の代表句として非常によく知られている。この句は句帖に従えば1929年6月9日に作られた句で、箕面の滝を詠んだものである。阿波野青畝によれば、句会でこの句がでたとき、誰もわからなくて取らなかったというが、同年の「ホトトギス」9月号にて巻頭を取ったのち、1931年、毎日新聞主催の「日本新名勝俳句」（虚子選）でも第1席に選ばれており、客観写生に徹した句として虚子の激賞を受けることとなった。山本健吉は「滝を高速度映画に写し取ったような句」と解説している。現在、箕面公園の滝前には同句の句碑が建てられている。
ただし「瀧の上に」の句は夜半の句業の中ではやや異質な句であり、全体としては古典の造詣をふまえた、上方らしい情緒のある句を得意としている。「牡蛎舟へ降りる客追ひ廓者」「あそびめの膝をあてがふ火桶かな」「金魚玉天神祭映りそむ」（いずれも『翠黛』所収）といった句で、閑静な田園地帯に住みながら色街の句を詠みつづけたことも特色である。
遺句集『底紅』収録の「底紅の咲く隣にもまなむすめ」は「ホトトギス」1954年12月号の巻頭句で、「底紅」（底紅木槿）を季語として定着させた作品である。この句にちなんで夜半の忌日は底紅忌とも呼ばれる。

## 著書
句集
- 『翠黛』　三省堂、1940年
- 『青き獅子』　第一出版、1962年
- 『色彩』　第一出版、1968年
- 『底紅』　角川書店、1978年
- 『破れ傘』（後藤比奈夫編）　ふらんす堂〈精選句集シリーズ〉、1994年
- 『後藤夜半全句集』 沖積舎、2002年

俳書
- 『入門花鳥諷詠 後藤夜半俳話集』 1991年、角川書店（後藤比奈夫との共著）